# Schönberg (gemeindefreies Gebiet)

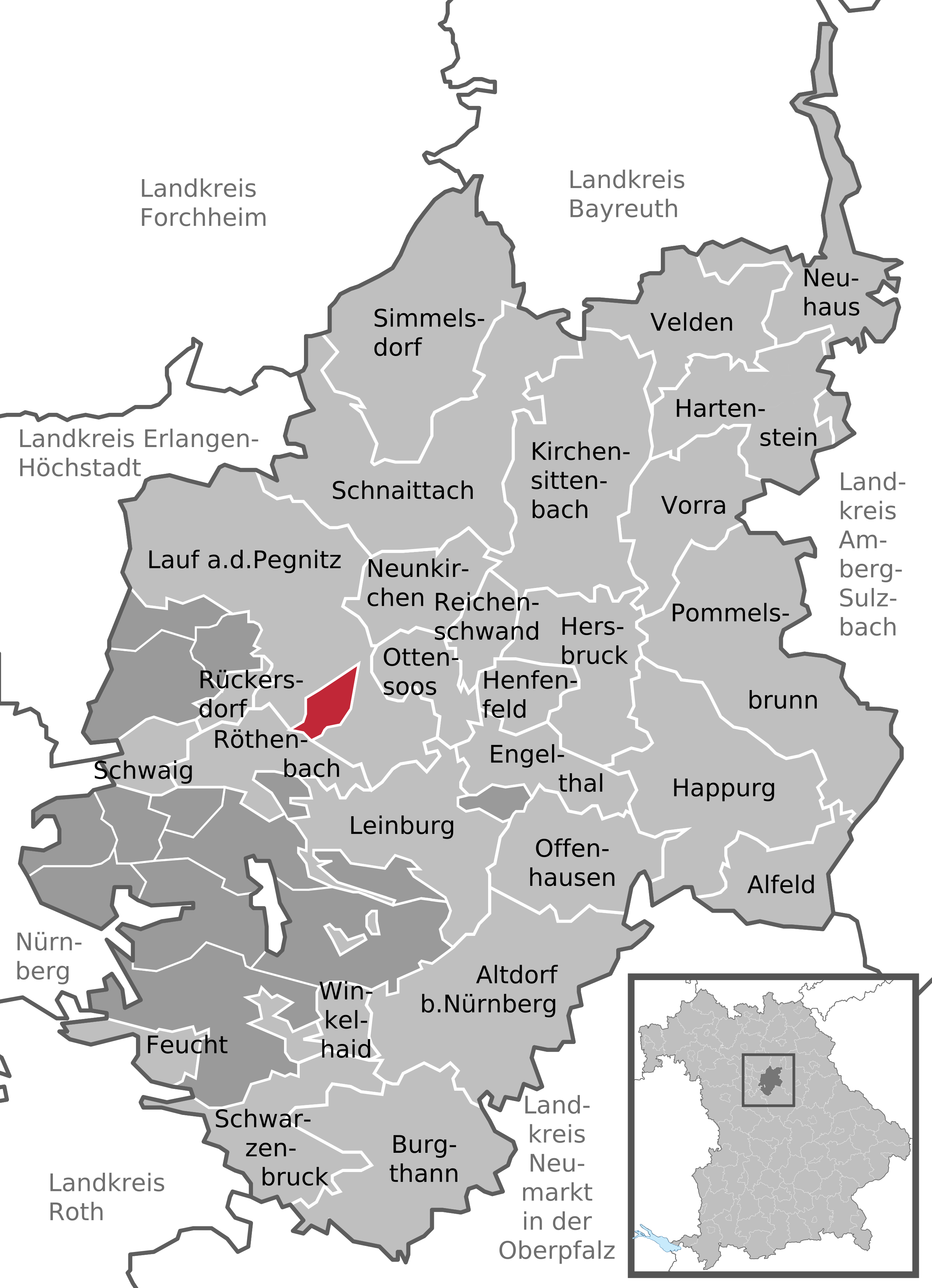
Lage des gemeindefreien Gebietes Schönberg im Landkreis Nürnberger Land

Das Gemeindefreie Gebiet Schönberg ist ein gemeindefreies Gebiet im mittelfränkischen Landkreis Nürnberger Land.
Der 3,42 km² große Staatsforst ist Gemarkungsteil 1 der Gemarkung Schönberg. Sie liegt südwestlich von Lauf. Durch das Gebiet führt die Staatsstraße 2240.